# Округ Елис (Оклахома)
Округ Елис (енгл. Ellis County) је округ у америчкој савезној држави Оклахома.

## Демографија
По попису из 2010. године број становника је 4.151, што је 76 (1,9%) становника више него 2000. године.
| Група             | 2000.         | 2010.         |
| Белци             | 3.864 (94,8%) | 3.759 (90,6%) |
| Афроамериканци    | 2 (0,0%)      | 11 (0,3%)     |
| Азијати           | 4 (0,1%)      | 8 (0,2%)      |
| Хиспаноамериканци | 106 (2,6%)    | 251 (6,0%)    |
| Укупно            | 4.075         | 4.151         |